# Neoplesia
Neoplesia là một chi ruồi trong họ Syrphidae.